# 江鐸
江鐸（1548年—1603年），字士振，號纘石，浙江杭州府仁和縣人，民籍，明朝政治人物，萬曆甲戌進士，官至偏沅巡撫。

## 生平
隆慶四年（1570年）庚午科浙江鄉試第九名舉人，萬曆二年（1574年）甲戌科三甲第一百六十六名進士。授刑部主事，升兵部員外郎，十三年五月与吏科左给事中杨廷相主考廣東乡试，十四年出任福州府知府，擢升湖广按察司副使、兵备苏松常镇，二十一年三月升山东右参政，驻札淮安，养病归。二十二年十一月起补山西参政兼佥事，管理紫荆关。二十七年八月累官至河南按察使，未任，改山西按察使，仍管易州道事。二十八年，擔任首任偏沅巡抚，征討楊應龍有功，與郭子章皆蔭一子世襲錦衣衛指揮。父母去世丁憂，奪情留任，征討皮林民變。之後因病歸鄉。三十一年九月卒，贈兵部右侍郎。

## 家族
高祖江玭，山東布政使司右參政；曾祖江瀾，南京禮部尚書，贈資德大夫太子少保；祖父江曉，工部右侍郎，贈工部尚書；江曉之弟江暉；父江圻，廣西按察司僉事，均為朝廷官員，五世進士。母李氏，封安人。弟江鐩、江鏷、江鍊、江鏌、江錪、江釪、江鈖、江鎛、江鍰。